# Vertretung des Landes Berlin beim Bund
Die Vertretung des Landes Berlin beim Bund ist die Landesvertretung der deutschen Hauptstadt. Sie vertritt die Interessen des Landes Berlin und unterhält dazu Kontakte zum Bundesrat, zum Deutschen Bundestag, zur Bundesregierung und den anderen Bundesländern.

## Geschichte und Organisation
Im März 1949 beschloss der Hauptausschuss der Stadtverordnetenversammlung, eine Ständige Vertretung des Magistrats bei der Bi-Zonenverwaltung in Frankfurt am Main einzurichten, die nach Bildung der Bundesrepublik Deutschland ab dem 1. Juni 1949 die Interessen Berlins beim Bund in Bonn wahrnahm.
Bis zum Umzug des Bundesrates 2000 von Bonn nach Berlin hatte die Landesvertretung ihren Dienstsitz in der Bonner Joachimstraße 7 sowie ein Gästehaus in der Joachimstraße 6/8, danach zunächst bis August 2002 in der Wilhelmstraße in Berlin. Seit August 2002 hat die Landesvertretung ihren Sitz im Roten Rathaus.
Florian Hauer ist seit April 2023 der Bevollmächtigte des Landes Berlin beim Bund in der Berliner Senatskanzlei.

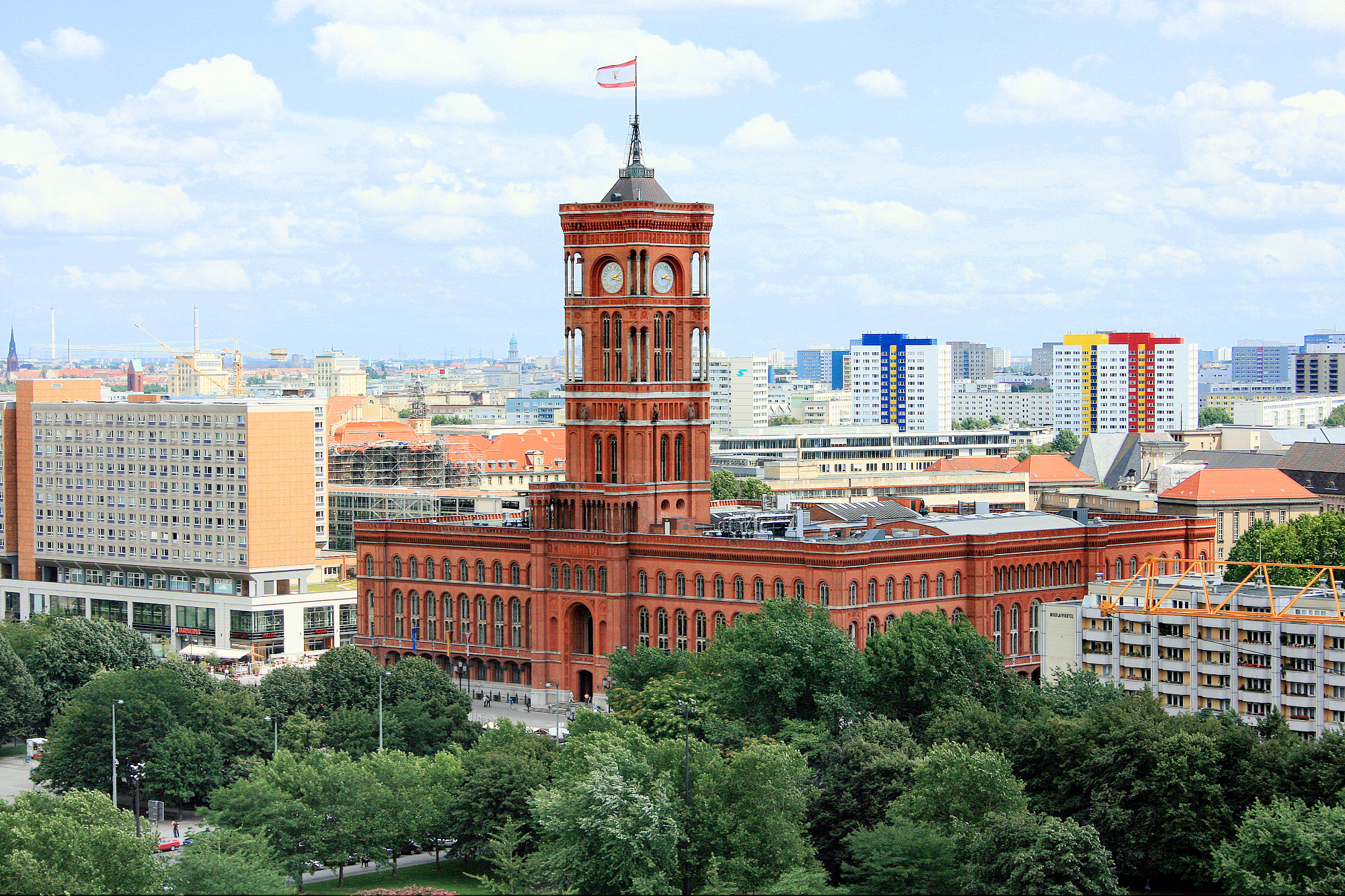
Rotes Rathaus in Berlin-Mitte

## Liste der Bevollmächtigten des Landes Berlin beim Bund
| Bevollmächtigter            | Amtszeit            | Partei    | Amtsbezeichnung |
| --------------------------- | ------------------- | --------- | --- |
| Günter Klein                | 1948–1953           | SPD       | Stadtrat für Bundesangelegenheiten, ab 1950 Senator für Bundesangelegenheiten                                            |
| Friedrich Haas              | 1953–1955           | CDU       | Senator für Bundesangelegenheiten                                                                                        |
| Günter Klein                | 1955–1961           | SPD       | Senator für Bundesangelegenheiten                                                                                        |
| Klaus Schütz                | 1961–1966           | SPD       | Senator für Bundesangelegenheiten                                                                                        |
| Heinrich Albertz            | 1966–1967           | SPD       | Regierender Bürgermeister von Berlin                                                                                     |
| Dietrich Spangenberg        | 1967–1969           | SPD       | Senator für Bundesangelegenheiten                                                                                        |
| Horst Grabert               | 1969–1973           | SPD       | Senator für Bundesangelegenheiten                                                                                        |
| Dietrich Stobbe             | 1973–1977           | SPD       | Senator für Bundesangelegenheiten                                                                                        |
| Horst Korber                | 1977–1979           | SPD       | Senator für Bundesangelegenheiten                                                                                        |
| Gerhard Heimann             | 1979–1981           | SPD       | Senator für Bundesangelegenheiten                                                                                        |
| Gerhard Konow               | 1981                | parteilos | Senator für Bundesangelegenheiten                                                                                        |
| Norbert Blühm               | 1981–1982           | CDU       | Senator für Bundesangelegenheiten                                                                                        |
| Rupert Scholz Gerd Langguth | 1983–1988 1986–1987 | CDU       | Senator für Justiz und Bundesangelegenheiten Staatssekretär in der Senatsverwaltung für Justiz und Bundesangelegenheiten |
| Ludwig A. Rehlinger         | 1988–1989           | CDU       | Senator für Justiz und Bundesangelegenheiten                                                                             |
| Heide Pfarr                 | 1989–1991           | SPD       | Senatorin für Bundesangelegenheiten                                                                                      |
| Peter Radunski              | 1991–1995           | CDU       | Senator für Bundes- und Europaangelegenheiten                                                                            |
| Hildegard Boucsein          | 1995–1999           | CDU       | Staatssekretärin in der Senatskanzlei                                                                                    |
| Gerd Wartenberg             | 1999–2002           | SPD       | Staatssekretär in der Senatskanzlei                                                                                      |
| Monika Helbig               | 2002–2011           | SPD       | Staatssekretärin in der Senatskanzlei                                                                                    |
| Hella Dunger-Löper          | 2011–2016           | SPD       | Staatssekretärin in der Senatskanzlei                                                                                    |
| Sawsan Chebli               | 2016–2021           | SPD       | Staatssekretärin in der Senatskanzlei                                                                                    |
| Ana-Maria Trăsnea           | 2021–2023           | SPD       | Staatssekretärin in der Senatskanzlei                                                                                    |
| Florian Hauer               | seit 2023           | CDU       | Staatssekretär in der Senatskanzlei                                                                                      |